# La vendetta di un uomo tranquillo
La vendetta di un uomo tranquillo (Tarde para la ira) è un film del 2016 diretto da Raúl Arévalo.
Arevalo, al suo esordio alla regia e cosceneggiatore con David Pulido, ottenne un enorme successo di critica e di pubblico con questa pellicola presentata nella sezione Orizzonti della 73ª Mostra internazionale d'arte cinematografica di Venezia e premiata con ben quattro premi Goya (miglior film, miglior regista esordiente, miglior sceneggiatura originale e miglior attore non protagonista a Manolo Solo), oltre a sette candidature.

## Trama
José è un uomo tranquillo e solitario che inizia a frequentare il bar gestito da Ana col fratello Juanjo, facendo amicizia con gli altri avventori e in particolar modo con la ragazza. Curro, fidanzato di Ana e padre di suo figlio, esce di prigione dopo otto anni di reclusione, essendo stato complice di una rapina in una gioielleria finita nel sangue. L'uomo spera di ricominciare una nuova vita con Ana, ma tornato a casa la donna non sembra più essere attratta da lui.
Ana ha infatti cominciato a rispondere alle attenzioni di José che, per altro, è molto diverso dagli altri avventori del bar. Non è del quartiere, è benestante, e nasconde qualcosa.
Approfittando di una lite in cui Curro si dimostra manesco con la moglie, José prende Ana e la porta nella sua grande casa fuori città, dove la donna, con suo figlio, potrà trascorrere del tempo lontano da tutti e in serenità.
Nel frattempo José minaccia Curro proprio alludendo al fatto di averne sequestrato moglie e figlio, e chiede allo stesso che lo conduca dai tre esecutori della famosa rapina per la quale lui venne condannato senza sconti non avendo mai rivelato i nomi. Tra i tre c'è anche un assassino che con inspiegabile spietatezza, scattato l'allarme che li mise in fuga, si accanì sull'inerme commessa. Si trattava proprio della fidanzata di José che per anni ha covato la vendetta e ora mette in atto il suo lucido piano.
Per primo viene ucciso Santi, che svela che Rober, verosimilmente l'assassino, è già morto, mentre Julio è tornato al suo paese. Curro assiste alla follia omicida di José con terrore ma non può che assecondarlo e così lo accompagna anche da Julio. Questi ha formato una famiglia ed è in attesa di un bambino. José non ha pietà, ma prima di ucciderlo scopre che l'assassino della sua fidanzata non fu Rober, che non faceva parte della banda, ma Juanjo, il proprietario del bar e ormai suo amico.
Intanto Ana, vedendo delle videocassette a casa di José scopre la verità e cerca di avvertire il fratello. Ma la furia di José è irrefrenabile e anche Juanjo non ha scampo. Condotto Curro nella sua vecchia casa, consegna l'uomo alla moglie, Ana, lasciando entrambi lì. La vendetta è compiuta e ora José può scomparire.

## Produzione
Dopo più di quattro anni in cerca di finanziamenti per questo progetto, Raúl Arévalo e il suo team hanno contattato la casa di produzione Roulette Media, una società che ha finanziato il film La vida inesperada, dove Arévalo è stato uno dei protagonisti. La produzione ha avuto un budget di 1,2 milioni di euro e il supporto di RTVE. Le riprese sono iniziate nel mese di luglio 2015 e sono durate per sei settimane. Le riprese sono avvenute in luoghi diversi della Comunità di Madrid e nella Provincia di Segovia, soprattutto nelle città di Martín Muñoz de las Posadas e Melque de Cercos.

## Distribuzione
Il film è stato presentato in anteprima a settembre 2016 alla 73ª Mostra internazionale d'arte cinematografica di Venezia, nella sezione Orizzonti, e al Toronto International Film Festival. Il 9 settembre 2016 è stato distribuito nelle sale cinematografiche spagnole. In Italia è stato distribuito il 30 marzo 2017.

## Riconoscimenti
- 2017 - Premio Goya
  - Miglior film
  - Miglior attore non protagonista a Manolo Solo
  - Miglior regista esordiente a Raúl Arévalo
  - Miglior sceneggiatura originale a Raúl Arévalo e David Pulido
  - Candidatura per il Miglior attore protagonista a Antonio de la Torre
  - Candidatura per il Miglior attore protagonista a Luis Callejo
  - Candidatura per il Miglior attore rivelazione a Raúl Jiménez
  - Candidatura per la Migliore attrice rivelazione a Ruth Díaz
  - Candidatura per la Miglior fotografia a Arnau Valls Colome
  - Candidatura per il Miglior montaggio a Ángel Hernández Zoido
  - Candidatura per i Migliori costumi a Cristina Rodríguez e Alberto Valcárcel
- 2016 - Mostra internazionale d'arte cinematografica di Venezia
  - Premio Orizzonti per la miglior interpretazione femminile a Ruth Díaz
- 2017 - Premio Feroz
  - Miglior film drammatico
  - Miglior attrice non protagonista a Ruth Díaz
  - Miglior attore non protagonista a Manolo Solo
  - Miglior regista a Raúl Arévalo
  - Miglior sceneggiatura a Raúl Arévalo e David Pulido
  - Candidatura per il Miglior attore protagonista a Antonio de la Torre
  - Candidatura per il Miglior attore non protagonista a Luis Callejo
- 2017 - Medallas del Círculo de Escritores Cinematográficos
  - Miglior film
  - Miglior attrice non protagonista a Ruth Díaz
  - Miglior attore non protagonista a Manolo Solo
  - Miglior regista esordiente a Raúl Arévalo
  - Miglior sceneggiatura originale a Raúl Arévalo e David Pulido
  - Candidatura per il Miglior attore a Antonio de la Torre
  - Candidatura per il Miglior attore a Luis Callejo
  - Candidatura per la Miglior attrice rivelazione a Ruth Díaz
  - Candidatura per il Miglior attore rivelazione a Raúl Jiménez
  - Candidatura per la Miglior fotografia a Arnau Valls Colome
  - Candidatura per il Miglior montaggio a Ángel Hernández Zoido